# Friedrich Hirth
Pour les articles homonymes, voir Hirth.
Friedrich Hirth (né le 16 avril 1845 à Gräfentonna, duché de Saxe-Cobourg et Gotha et mort le 10 janvier 1927 à Munich) est un sinologue et historien germano-américain.

## Biographie
Il étudie à Leipzig, Berlin et Greifswald. De 1870 à 1897, il est au service des douanes maritimes chinoises. En 1902, il est nommé à la nouvelle chaire de chinois de l'Université Columbia à New York. En 1898, il est accepté comme membre correspondant de l'Académie russe des sciences de Saint-Pétersbourg. 
Le peintre Rudolf Hirth du Frênes et l'écrivain Georg Hirth sont ses frères.
La majorité de la collection Hirth de la Bibliothèque d'État de Berlin - Patrimoine culturel prussien se trouve à Cracovie. 

## Travaux
- China and the Roman Orient: Researches into their Ancient and Medieval Relations as represented in old Chinese Records. 1885.
- Ancient Porcelain: A Study in Chinese Mediœval Industry and Trade. 1888.
- Text-Book of Documentary Chinese. 2 Bände. 1885–1888.
- Chinesische Studien. Band 1. 1890.
- Die Länder des Islam nach Chinesischen Quellen. 1895.
- Ueber fremde Einflüsse in der chinesischen Kunst. 1896.
- China im Zeichen des Fortschrittes. Sonderabdruck aus: Deutsche Monatsschrift für das gesamte Leben der Gegenwart. Duncker, Berlin 1902, S. 511–535.
- Chinesische Ansichten über Bronzetrommeln. (MSOS. I,7). Harrassowitz, Leipzig 1904.
- Scraps from a Collector's Note-book, Being Notes on Some Chinese Painters of the Present Dynasty, with Appendices on Some Old Masters and Art Historians. 1905.
- Syllabary of Chinese sounds. 1907.
- The Ancient History of China. 1908.
- Mr. Kingsmill and the Hiung-nu. Sonderabdruck aus: JAOS. 30, 1. Harrassowitz, Leipzig 1910, S. 32–45.
- mit William Woodville Rockhill: Chau Ju-kua: His work on the Chinese and Arab trade in the 12th and 13th centuries, entitled Chu-fan-chi. Erstveröffentlichung: St. Petersburg 1911; Reprint: Ch'eng-wen Publishing, Taipeh 1967. Reprint: 1977.
- The Story of Chang K'ien, China's Pioneer in Western Asia: Text and Translation of Chapter 123 of Ssi-Ma Ts'ien's Shi-Ki. 1917.
- Native Sources for the History of Chinese Pictorial Art. 1917.
- The Ancient History of China. To the End of the Chou Dynasty. 1923.
- Über ein chinesisches Konversations-Lexikon. In: Zs. f. Bücherfreunde. 9.